# 阿努爾夫 (梅斯)

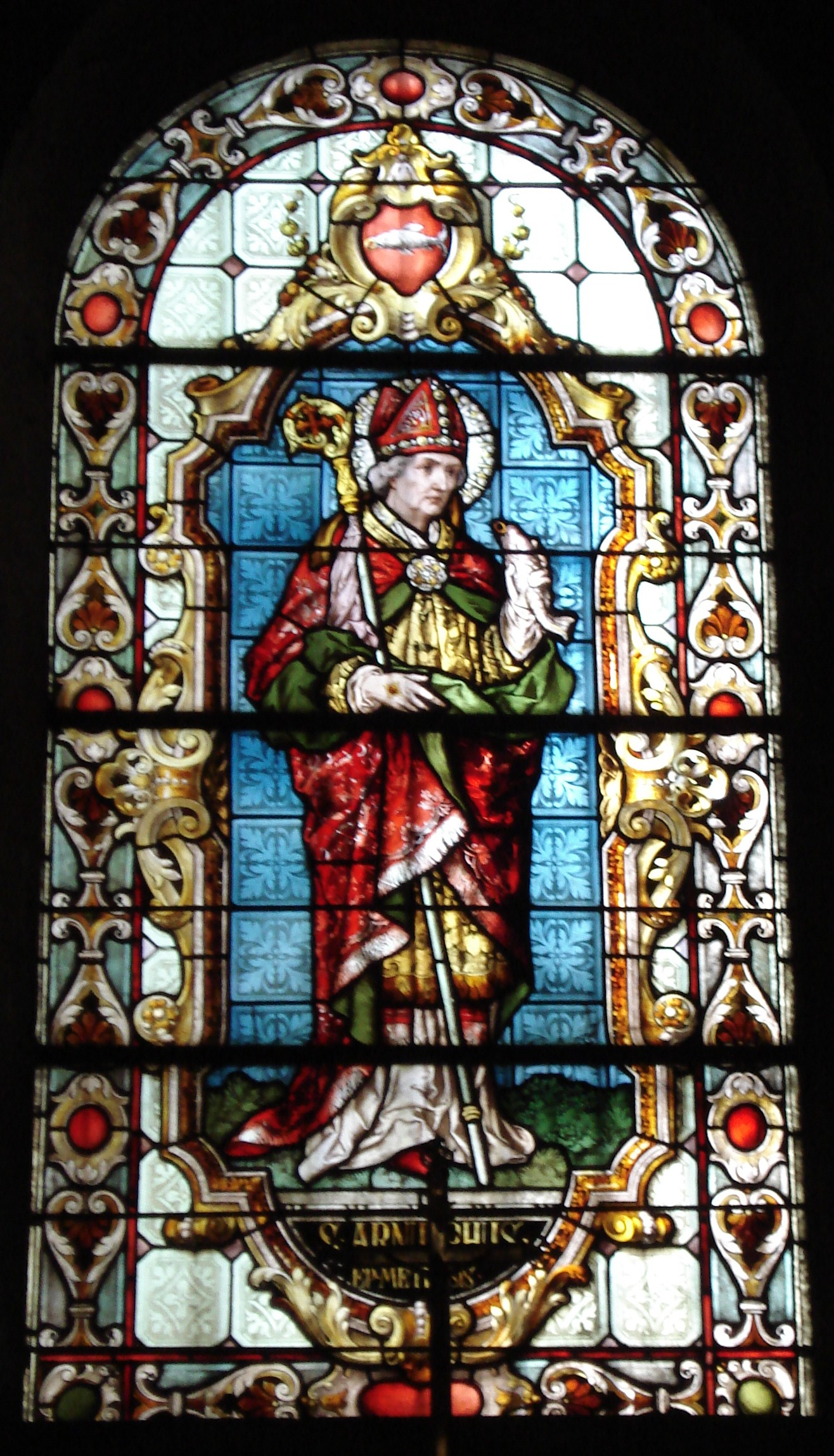
Sainte-Glossinde教堂的圣阿努尔夫肖像画，手中拿着一只耙子，这是其肖像画的特征。

阿努爾夫（英語：Arnulf of Metz；580年—641年7月18日）是法兰克王国奧斯特拉西亞的貴族，天主敎司鐸。加洛林家族始祖之一。一稱爲梅斯的聖阿努爾夫。
590年後，阿努爾夫出任奧斯特拉西亞公國的行政官。610年，他敍任天主教司鐸。613年，阿努爾夫和蘭登的丕平等與紐斯特里亞國王克洛泰爾二世內通，出賣年幼的國王西吉貝爾特二世及其曾祖母布倫希爾德，令他們在埃納之戰中被打敗及被俘虜，最後被殺。法兰克王国因此而統一。同年他在梅斯敎區主敎被任，再任奧斯特拉西亞公國的行政官。629年，他辞任主敎職，同隱修者生活。死后他被追崇为天主教及东正教的聖人之一。